# Eppinger Straße 68 (Böckingen)
Das  Wohnhaus an der Eppinger Straße 68 im Heilbronner Stadtteil Böckingen wurde nach Plänen von Adolf Stegmüller im Jahr 1900 errichtet.

## Beschreibung

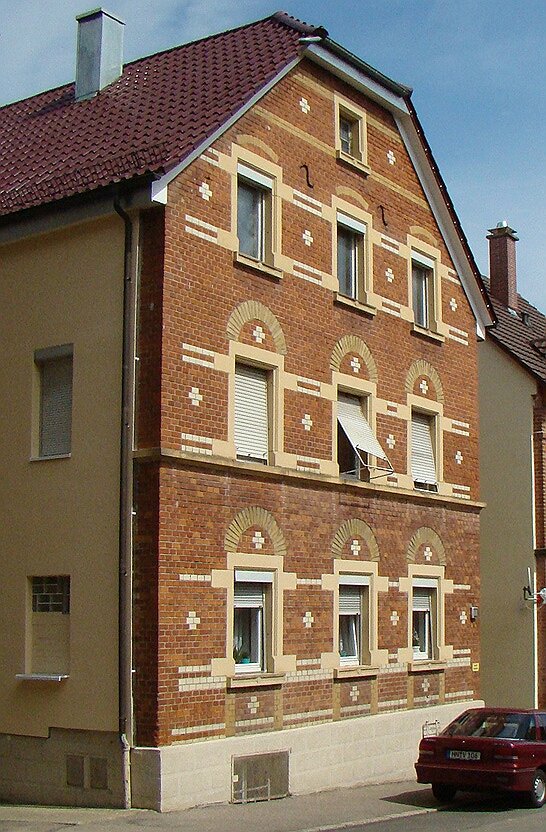
Eppinger Str. 68 in Heilbronn-Böckingen

Das Wohnhaus Eppinger Straße 68 ist ein giebelständiger zweistöckiger Bau. Die Fassade wird spiegelsymmetrisch durch drei Fensterachsen gegliedert, die sich sogar bis in das erste Giebelgeschoss hindurchziehen. Die Fenster selbst bestehen aus großen fast quadratischen Fenstern. Die Gewände der Fenster bestehen ausschließlich aus Sandstein. Die einzelnen Fenster haben einen eigenen horizontalen Fenstersturz. Über jedem Fenster wurde ein segmentbogenartiger Fenstersturz in farbig kontrastierendes Sichtziegelwerk angebracht. Ein Stockwerkgesims wird durch ein profiliertes Gesims in Sandstein dargestellt.

## Geschichte
Bauherr Stegmüller, Gemeinderat und Maurermeister, ließ um 1900 in der Eppinger Straße sechs unmittelbar benachbarte Gebäude errichten. Neben der Nr. 68 sind dies Nr. 47/49, Nr. 51, Nr. 64, Nr. 66 und Nr. 72. Alle Gebäude stehen heute unter Denkmalschutz. Sie gehörten zu einer städtebaulichen Neuanlage im Norden des historischen alten Dorfes Böckingen. Die straßenseitigen Fassaden der Gebäude wurden in zeittypischen Sichtmauerwerk ausgeführt.